# عادل خضیر
عادل خضیر (عربی: عادل خضيّر؛ زادهٔ ۱ ژانویهٔ ۱۹۵۴) بازیکن فوتبال اهل عراق است.
از باشگاه‌هایی که وی در آن بازی کرده است می‌توان به الجیش عراق اشاره کرد.
وی همچنین در تیم‌های ملی فوتبال عراق بازی کرده است.